# Malling
Pour les articles homonymes, voir Malling (homonymie).
Malling [malɛ̃]  est une commune française située dans le département de la Moselle, en région Grand Est.

## Géographie
Malling est un petit village situé sur la Moselle, dans le « pays des Trois Frontières », du fait de la proximité des frontières avec l'Allemagne et le Luxembourg (à quelques kilomètres seulement).
Le village de Petite-Hettange se trouve aussi sur le territoire de la commune.

### Communes limitrophes
| Gavisse  | Berg-sur-Moselle | Rettel             |
| Cattenom | Malling          | Hunting            |
|          | Kœnigsmacker     | Kerling-lès-Sierck |

### Hydrographie
La commune est située dans le bassin versant du Rhin au sein du bassin Rhin-Meuse. Elle est drainée par la Moselle, le ruisseau de Boler, le ruisseau d'Oudrenne, le ruisseau le Ganzenbruch, le ruisseau le Klarweis et le ruisseau le Schammel.
La Moselle, d’une longueur totale de 560 kilomètres, dont 315 kilomètres en France, prend sa source dans le massif des Vosges au col de Bussang et se jette dans le Rhin à Coblence en Allemagne.
Le Boler, d'une longueur totale de 22,5 km, prend sa source dans la commune de Zoufftgen et se jette  dans la Moselle à Gavisse, après avoir traversé huit communes.
Le ruisseau d'Oudrenne, d'une longueur totale de 13,3 km, prend sa source dans la commune de Oudrenne et se jette  dans la Moselle sur la commune, après avoir traversé trois communes.

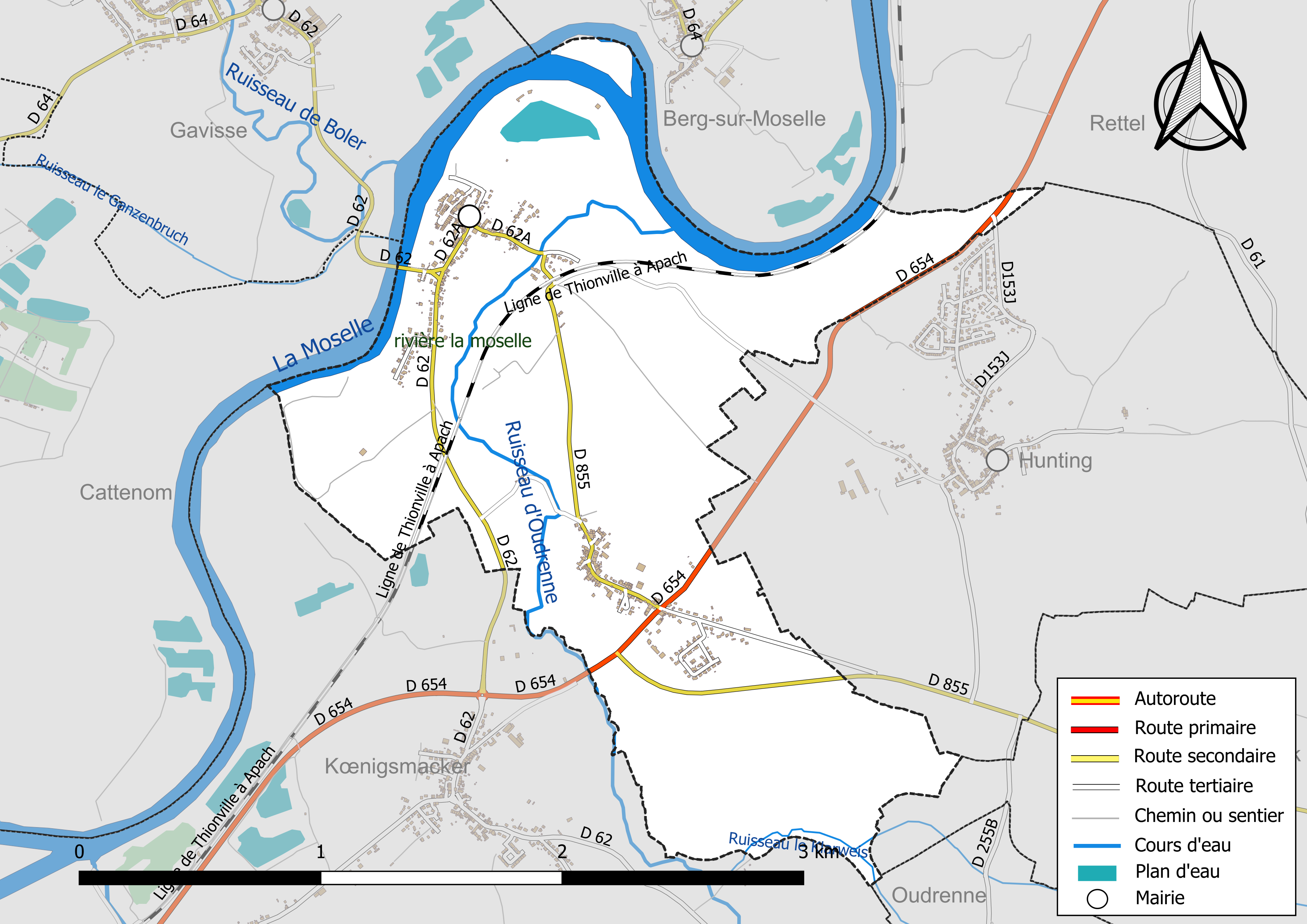
Réseaux hydrographique et routier de Malling.

La qualité des eaux des principaux cours d’eau de la commune, notamment de la Moselle, du ruisseau de Boler et du ruisseau d'Oudrenne, peut être consultée sur un site dédié géré par les agences de l’eau et l’Agence française pour la biodiversité.

### Climat
Pour des articles plus généraux, voir Climat du Grand Est et Climat de la Moselle.
En 2010, le climat de la commune est de type climat des marges montargnardes, selon une étude du Centre national de la recherche scientifique s'appuyant sur une série de données couvrant la période 1971-2000. En 2020, Météo-France publie une typologie des climats de la France métropolitaine dans laquelle la commune est exposée à un climat semi-continental et est dans la région climatique  Lorraine, plateau de Langres, Morvan, caractérisée par un hiver rude (1,5 °C), des vents modérés et des brouillards fréquents en automne et hiver. 
Pour la période 1971-2000, la température annuelle moyenne est de 9,9 °C, avec une amplitude thermique annuelle de 17,1 °C. Le cumul annuel moyen de précipitations est de 776 mm, avec 12 jours de précipitations en janvier et 9 jours en juillet. Pour la période 1991-2020, la température moyenne annuelle observée sur la station météorologique de Météo-France la plus proche, « Malancourt », sur la commune d'Amnéville à 21 km à vol d'oiseau, est de 10,2 °C et le cumul annuel moyen de précipitations est de 884,1 mm. 
La température maximale relevée sur cette station est de 39,3 °C, atteinte le 25 juillet 2019 ; la température minimale est de −17,9 °C, atteinte le 5 janvier 1985,,. 
Les paramètres climatiques de la commune ont été estimés pour le milieu du siècle (2041-2070) selon différents scénarios d'émission de gaz à effet de serre à partir des nouvelles projections climatiques de référence DRIAS-2020. Ils sont consultables sur un site dédié publié par Météo-France en novembre 2022.

## Urbanisme

### Typologie
Au 1er janvier 2024, Malling est catégorisée commune rurale à habitat dispersé, selon la nouvelle grille communale de densité à sept niveaux définie par l'Insee en 2022.
Elle est située hors unité urbaine. Par ailleurs la commune fait partie de l'aire d'attraction de Luxembourg (partie française), dont elle est une commune de la couronne,. Cette aire, qui regroupe 115 communes, est catégorisée dans les aires de 700 000 habitants ou plus (hors Paris),.

### Occupation des sols
L'occupation des sols de la commune, telle qu'elle ressort de la base de données européenne d’occupation biophysique des sols Corine Land Cover (CLC), est marquée par l'importance des territoires agricoles (77,7 % en 2018), en diminution par rapport à 1990 (80,5 %). La répartition détaillée en 2018 est la suivante : 
terres arables (35,9 %), prairies (35,3 %), eaux continentales (9,3 %), zones agricoles hétérogènes (6,5 %), forêts (6,5 %), zones urbanisées (6,4 %). L'évolution de l’occupation des sols de la commune et de ses infrastructures peut être observée sur les différentes représentations cartographiques du territoire : la carte de Cassini (XVIIIe siècle), la carte d'état-major (1820-1866) et les cartes ou photos aériennes de l'IGN pour la période actuelle (1950 à aujourd'hui).

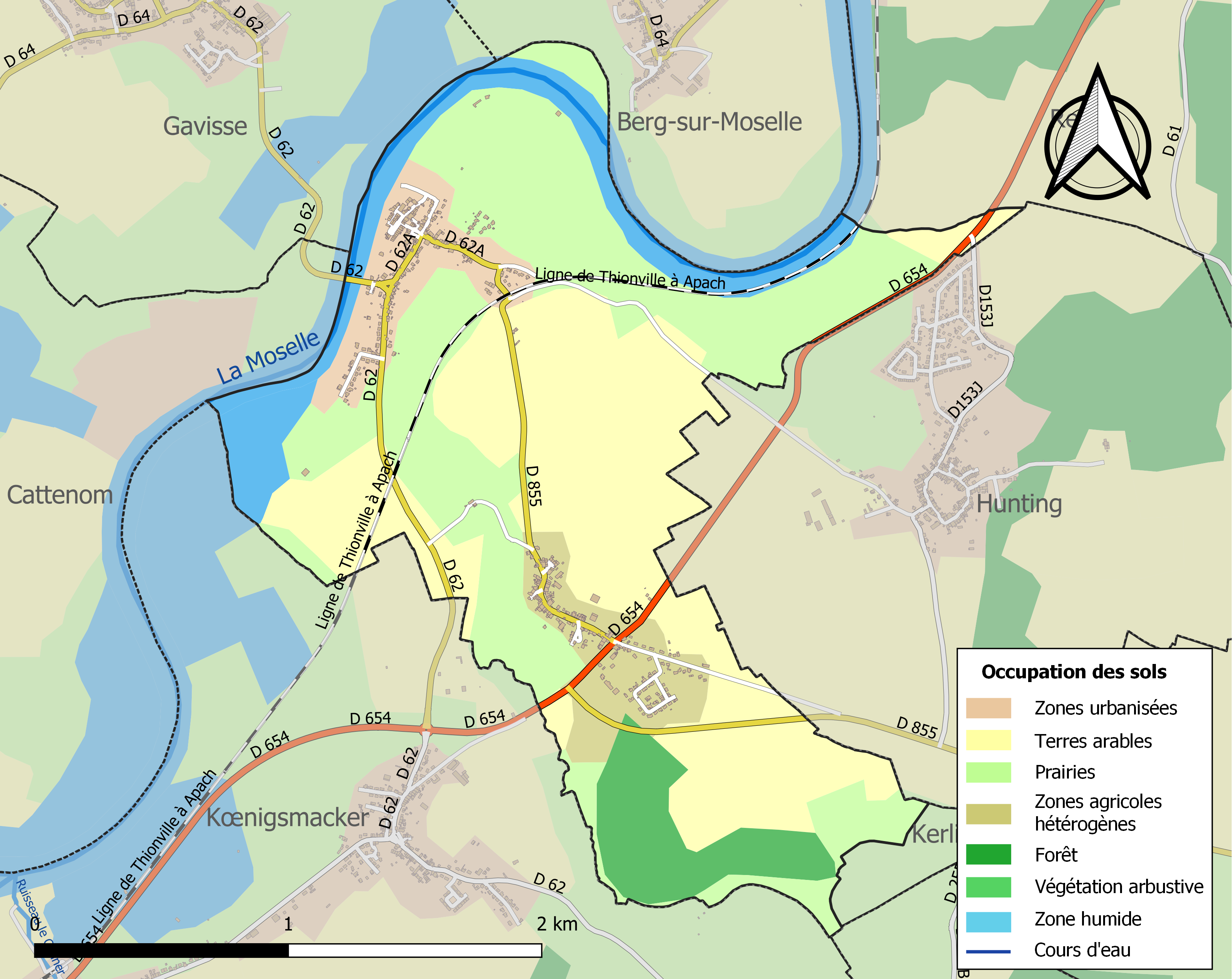
Carte des infrastructures et de l'occupation des sols de la commune en 2018 (CLC).

## Toponymie

### Nom de la commune
Malling : Mellingon ou Mellingen (874), Mellinge (1121), Milling (1125), Mellinck (1594), Mellingen (1718), Millingen (1756), Malling (1793), Mallingen (1871-1918).
- Mällingen en allemand[16], Malléngen et Malléng en francique lorrain.
- Les noms de famille Mallinger et Mellinger désignaient autrefois les habitants du village et est typique de la commune.

Hettange-Petite : Hetteng (1276), Hettingen (XVIIe et XVIIIe siècles), Hettange-la-Petite (1756), Klein Hettingen (1871-1918).
- Hettingen en allemand[16], Kleng-Hetténgen et Kleng-Hetténg en francique lorrain.

### Sobriquets
- Anciens sobriquets désignant les habitants : Di Mallénger Guckucken (Les coucous de Malling). Di Hetténger Schlecken (Les escargots de Hettange).

## Histoire
- Site d'habitat du Néolithique danubien.
- Dépendait de la prévôté de Sierck. Cédée à la France en 1661 (traité de vincennes).
- La commune de Hettange-Petite fut rattachée à Malling en 1811.
- En 1878, création de la station de Malling sur le chemin de fer de Thionville à Trèves[17].

## Politique et administration
| Période                                  | Période    | Identité           | Étiquette | Qualité |
| ---------------------------------------- | ---------- | ------------------ | --------- | ------- |
| Les données manquantes sont à compléter. |            |                    |           |         |
| mars 1983                                | mars 1995  | Marcel Braun       |           |         |
| mars 1995                                | mars 2008  | Norbert Behr       | s. é.     |         |
| mars 2008                                | avril 2014 | Yves Varnier       |           |         |
| avril 2014                               | En cours   | Marie-Rose Luzerne |           |         |

## Démographie
L'évolution du nombre d'habitants est connue à travers les recensements de la population effectués dans la commune depuis 1793. Pour les communes de moins de 10 000 habitants, une enquête de recensement portant sur toute la population est réalisée tous les cinq ans, les populations de référence des années intermédiaires étant quant à elles estimées par interpolation ou extrapolation. Pour la commune, le premier recensement exhaustif entrant dans le cadre du nouveau dispositif a été réalisé en 2006.

En 2022, la commune comptait 680 habitants, en évolution de +9,15 % par rapport à 2016 (Moselle : +0,52 %, France hors Mayotte : +2,11 %).
| 1793 | 1800 | 1806 | 1821 | 1836 | 1841 | 1861 | 1866 | 1871 |
| ---- | ---- | ---- | ---- | ---- | ---- | ---- | ---- | ---- |
| 215  | 243  | 242  | 455  | 568  | 510  | 502  | 487  | 450  |

| 1875 | 1880 | 1885 | 1890 | 1895 | 1900 | 1905 | 1910 | 1921 |
| ---- | ---- | ---- | ---- | ---- | ---- | ---- | ---- | ---- |
| 403  | 402  | 404  | 384  | 393  | 398  | 371  | 368  | 342  |

| 1926 | 1931 | 1936 | 1946 | 1954 | 1962 | 1968 | 1975 | 1982 |
| ---- | ---- | ---- | ---- | ---- | ---- | ---- | ---- | ---- |
| 400  | 411  | 400  | 362  | 382  | 475  | 437  | 460  | 471  |

| 1990 | 1999 | 2006 | 2011 | 2016 | 2021 | 2022 | - | - |
| ---- | ---- | ---- | ---- | ---- | ---- | ---- | - | - |
| 512  | 512  | 504  | 582  | 623  | 664  | 680  | - | - |

## Culture locale et patrimoine

### Lieux et monuments

#### Édifices civils
- Nécropole romaine.
- Moulin de Petite Hettange.
- Le pont de Malling traversant la Moselle qui fut détruit pendant la Seconde Guerre mondiale. Une plaque y a été inaugurée en mémoire d'un soldat américain tombé pendant cette guerre, lors des cérémonies de célébrations du 60e anniversaire de la libération du village. Il a été depuis reconstruit sur le même emplacement.

#### Édifices religieux

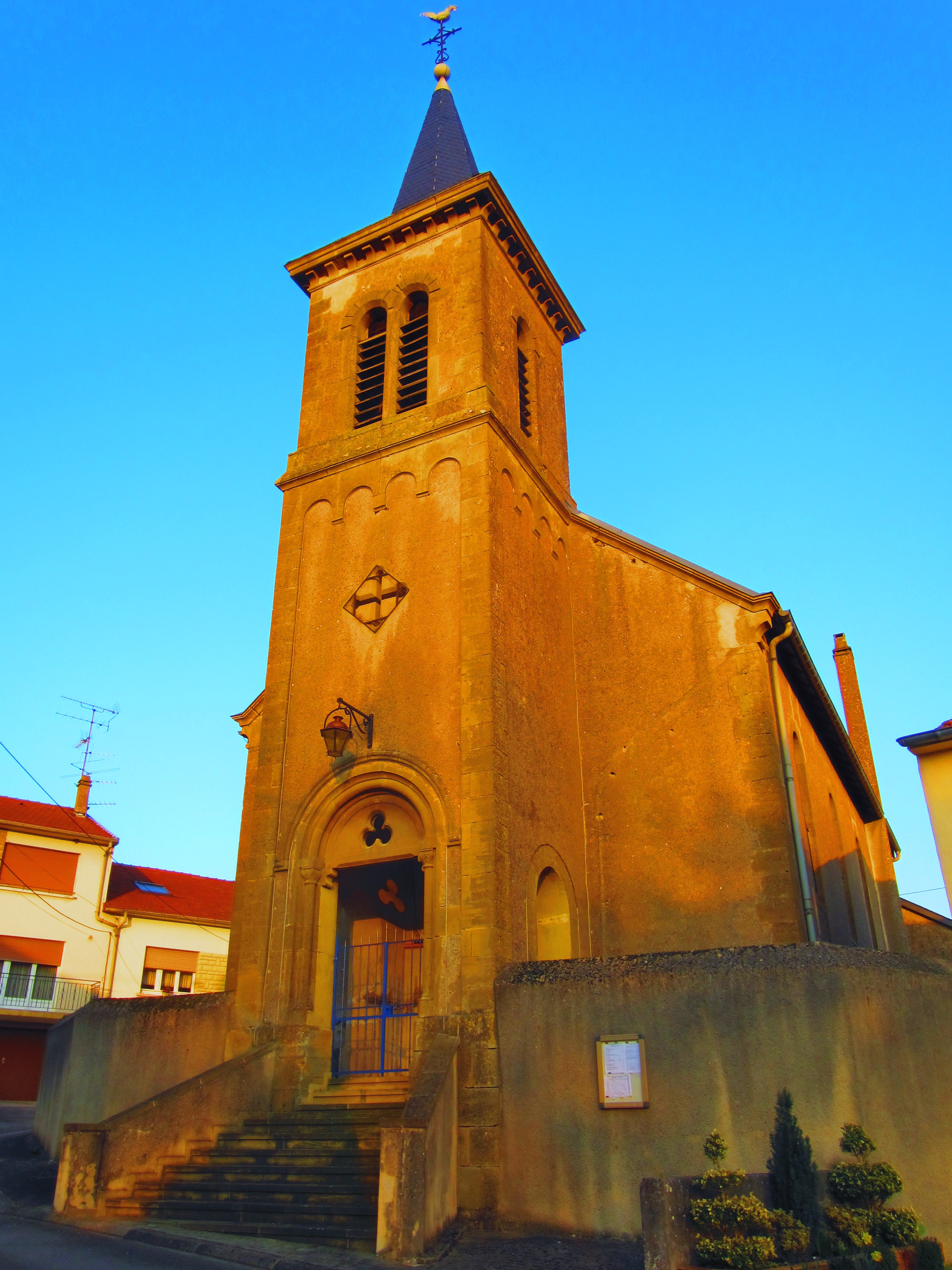
Chapelle Saint-Philippe-Saint-Jacques à Petite-Hettange.

- Église paroissiale néo-gothique Saint-Séverin 1878, remplace une église construite sur la même parcelle mais orientée est ouest ; l'église actuelle ne figure pas sur le cadastre de 1897 et est orientée nord-sud ; construite dans le 1er quart du XXe siècle
- Chapelle Saint-Philippe-Saint-Jacques à Petite Hettange, construite premier quart du XXe siècle ; remplaçant une chapelle Saint-Philippe-et-Saint Jacques figurant sur le cadastre de 1897.

### Héraldique
| Blason de Malling | Blason  | D'or au lion de gueules, à la fasce vivrée du même. |
| Blason de Malling | Détails | Le statut officiel du blason reste à déterminer.    |

## Pour approfondir